# ヘルガ (小惑星)
ヘルガ (522 Helga) は、小惑星帯に位置する小惑星である。キュベレー族に分類される。
マックス・ヴォルフがハイデルベルクで発見した。軌道を計算したTh. ラッセン中尉 (Lt. Th. Lassen) によって命名されたようだが、由来は不明である。